# Tratado Moscú-Teherán
El Tratado de Asociación Estratégica Integral entre Irán y Rusia, llamado coloquialmente Tratado Moscú-Teherán, es un tratado de integración económica y de seguridad regional entre la Federación de Rusia y la República Islámica de Irán. Fue firmado el 17 de enero de 2025 por el presidente ruso Vladímir Putin y el presidente iraní Masoud Pezeshkian.

## Descripción
Este tratado tiene como objetivo ampliar la cooperación económica, mitigar el impacto de las sanciones estadounidenses y fortalecer las asociaciones militares y políticas. El acuerdo está diseñado para regir las relaciones entre Rusia e Irán durante los próximos 20 años, cubriendo varias áreas, incluidas la defensa, la lucha contra el terrorismo, la energía, las finanzas y la cultura. El tratado consta de 47 artículos que abordan la cooperación en tecnología, información y ciberseguridad, la colaboración en energía nuclear pacífica, los esfuerzos antiterroristas, la cooperación regional, las cuestiones ambientales y la lucha contra el lavado de dinero y el crimen organizado.

## Provisiones
El acuerdo tiene como objetivo impulsar los lazos comerciales y económicos, habiéndose registrado un aumento del comercio bilateral del 15,5% hasta los 3.770 millones de dólares entre enero y octubre de 2024.